# Hindens rev
Hindens rev er en lang, smal og lige tange, som strækker sig fra Kålland mod vest ud i Vänern. Hindens rev er en randmoræne og udgør en del af den israndzone der kaldes for de mellemsvenske randmoræner eller den mellemsvenske israndzone. Sidstnævnte er en del af en serie af randmoræner, der løber fra det sydlige Norge gennem Dalsland, Skaraborg og Östergötland under Østersøen til det sydlige Finland og til det nordlige Rusland, hvor randmorænen Salpausselkä adskiller Ladoga og Saimen. Disse moræner dannedes i en periode for godt og vel 11.000 år siden, da isen fra den seneste istid midlertidigt ophørte sin tilbagetrækning, og sten samt andet materiale der havde sat sig fast i indlandsisen tøede frem af isen og deponeredes foran iskanten.
Den smalle tange er omkring fem kilometer lang og aldrig bredere end 100 meter, ofte betydelig smallere. Det højeste sted er 21 meter over Vänerns overflade. Hindens rev er højest ved fastlandet, hvor det kaldes for Hindens odde. Det sænker sig derefter gradvist for efter fem kilometer at dykke ned i Vänern. Ved højvande danner dens yderste spids fem øer der kaldes for Killingerne. På Vänerns vestlige bred tolv meter væk dykker tangen op igen som Hjortens odde.
58°34′34″N 12°53′59″Ø / 58.57611°N 12.89972°Ø